# Tord Gustavsen
Tord Gustavsen est un pianiste norvégien de jazz, né à Oslo le 5 octobre 1970. 

## Biographie

### Formation
Tord Gustavsen a étudié au conservatoire de Trondheim et à l'université d'Oslo. 

### Carrière
En 2003, il enregistre Changing Places avec son trio (Jarle Vespestad à la batterie, Harald Johnsen à la contrebasse) pour le label ECM qui obtient d'excellentes critiques[réf. nécessaire]. Lors de la sortie de The Ground en 2005, toujours pour ECM, il obtient un succès populaire considérable et inhabituel, étant même classé dans le hit-parade pop norvégien.
Gustavsen est très sensible à la tradition du jazz, son trio privilégie les tempos lents, la délicatesse et les climats tranquilles. Sa musique est parfois critiquée pour être monotone,.

## Discographie

### Tord Gustavsen Trio

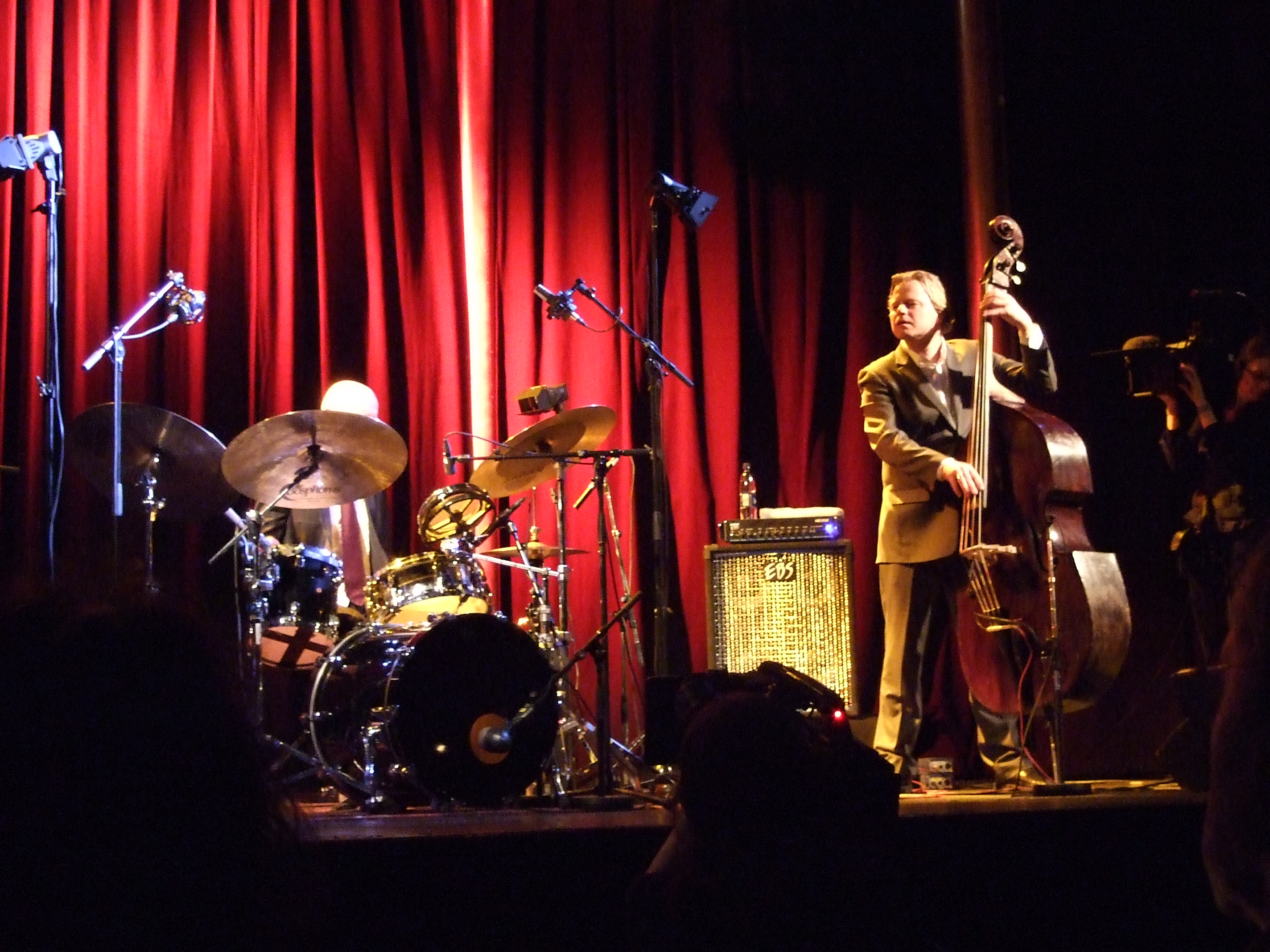
Tord Gustavsen Trio

- Changing Places (2003)
- The Ground (2004)
- Being There (2007)
- Restored, Returned (2010)
- The Other Side (2018)
- Opening (2022)

### Aire &  Angels
- Aire &  Angels (1999)
- Aire &  Angels II (2002)

### Nymark Collective
- First meeting (2000)
- Contemporary tradition (2002)
- Bessie Smith Revisited - Live in concert (2008) - avec Kristin Asbjørnsen

### Silje Nergaard
- Port of call (2000)
- At first light (2001)
- Nightwatch (2003)
- The Essential + Live in Koln[DVD] (2005)

### SKRUK
- SKRUK / Rim Banna Krybberom (2003)
- SKRUK / Torun Sævik / Cecilie Jørstad Sommerlandet (2004)
- SKRUK / Nymark Collective dype stille sterke milde (2006)

### Tord Gustavsen Quartet
- The Well (2012)
- Extended Circle (2014)

### Autres participations
- Carl Petter Opsahl Indigo-dalen (2001)
- Funky Butt Whoopin (2001)
- Ulrich Drechsler Quartet Humans & Places (2006)
- Anna Maria Jopek ID (2007)
- Various Artists Sorgen og gleden (2008)